# Mustelicosa ordosa
Mustelicosa ordosa is een spinnensoort in de taxonomische indeling van de wolfspinnen (Lycosidae).
Het dier behoort tot het geslacht Mustelicosa. De wetenschappelijke naam van de soort werd voor het eerst geldig gepubliceerd in 1912 door Henry Roughton Hogg.